# Музички сингл
У музици, сингл је музичко издање које садржи снимак једне или више песама. Углавном две (А и Б страна), али понекад и више. Углавном не садржи више од четири песме. Синглови се могу продавати или делити као промотивни материјал. Њихова основна намена често је промо-најава за предстојећи музички албум.
Синглови се могу издавати у различитим музичким форматима:
Даунлоуд синглови који се састоје од једне песме која се добија као дигитални даунлоуд преко онлајн добављача. Уз оригиналну песму понекад иду и неколико њених различитих ремикса.
CD сингл се обично састоји од главне песме (А-страна) уз коју иду и неколико мање битних песама. Продужени CD синглови или макси синглови често укључују неколико ремикса главне песме, још једну песму (Б-страна), а понекад и кратки музички спот. Већина CD синглова има само једну главну песму и обично по њој носе и назив, али понеки имају дуплу А-страну, где су у називу сингла обе песме равноправно потписане.
Винилни сингл садржи две или више песама издатих на традиционалној грамофонској плочи. Пошто свака страна садржи по једну песму, разлика између А и Б стране је промотивне природе. Винилни синглови су се оригинално издавали у папирним омотима, али данас се чешће издају у чвршћим кутијама са буклетом.
Касетни синглови — данас је ова врста издања превазиђена и врло ретко се издаје као комерцијално издање.